# 윗몸 일으키기

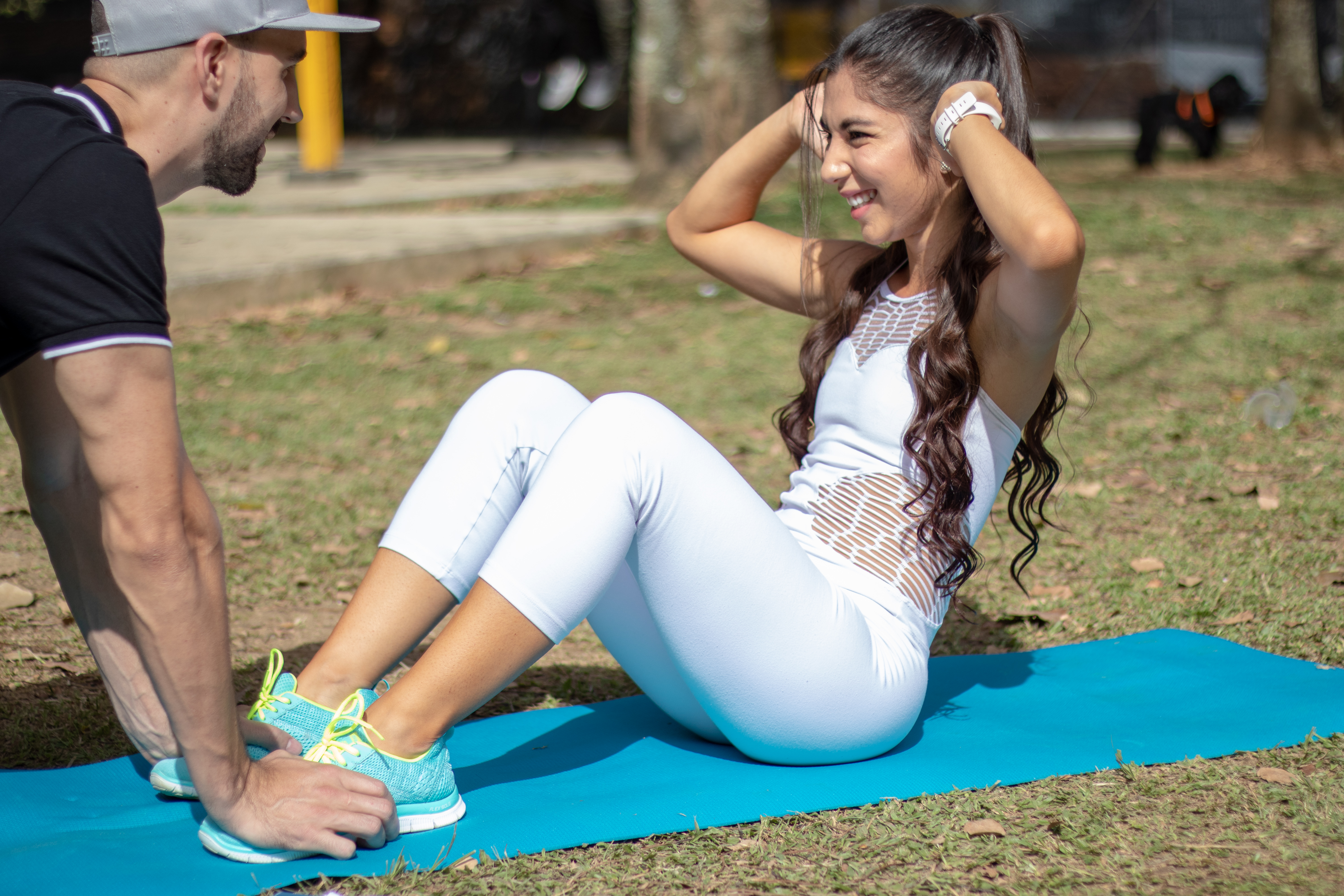
윗몸일으키기 양식

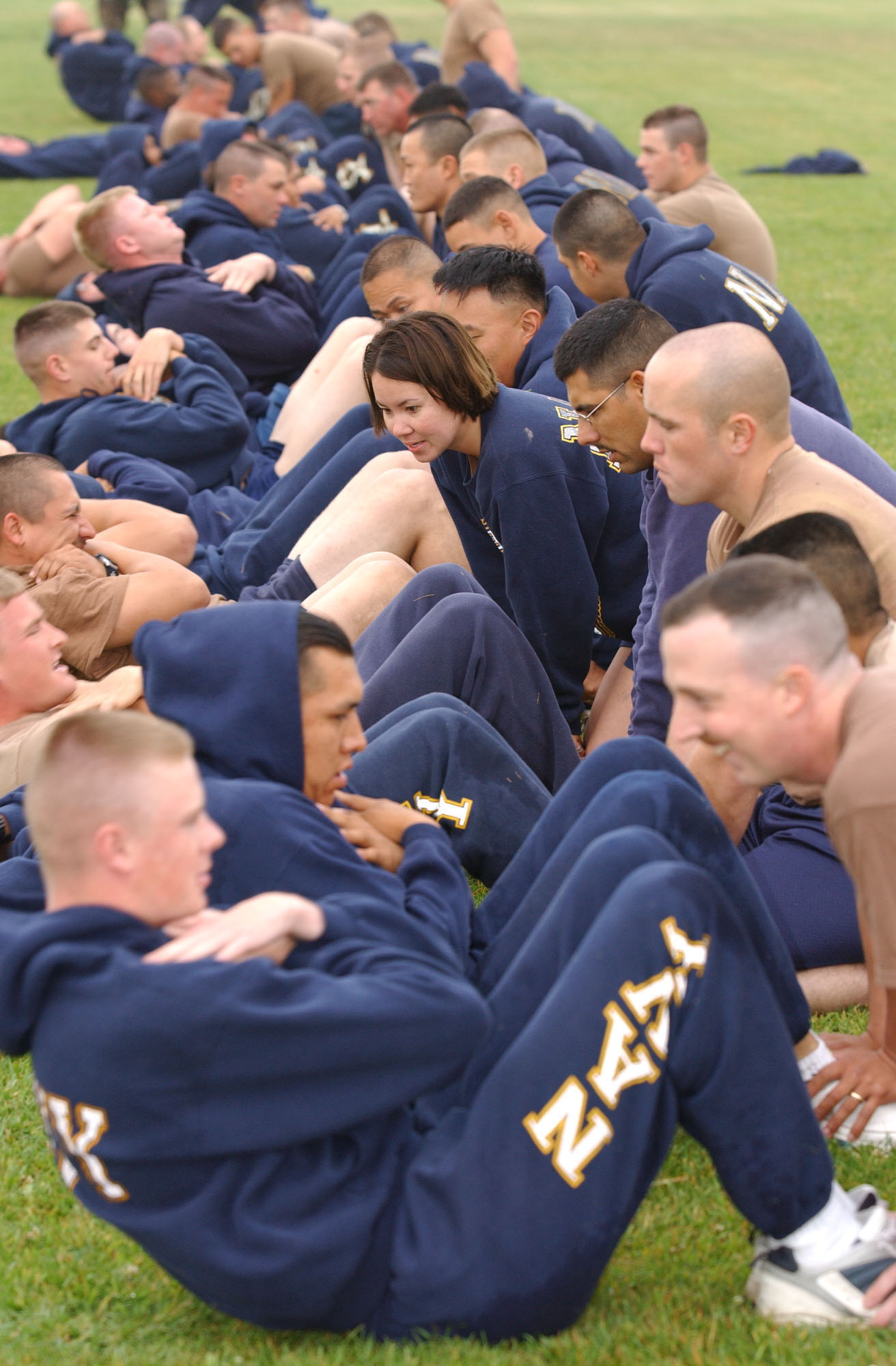
윗몸일으키기를 하는 공병들

윗몸 일으키기 혹은 싯업(SitUp)은 복근 운동의 하나이다. 체력장 등의 체력 검정 시험에서도 주어진 시간 동안 윗몸 일으키기를 몇 회 할 수 있는지 측정하여 기초 체력을 가늠하는 데에 널리 사용한다.

## 같이 보기
- 크런치